# Tindersticks
I Tindersticks sono un gruppo indie pop britannico attivo dal 1992.

## Storia
Il gruppo si è formato a Londra nel 1992 per iniziativa del cantante Stuart Staples, del tastierista David Boulter e del violinista Dickon Hinchliffe, tutti facenti parte di un precedente gruppo di Nottingham, gli Asphalt Ribbons. A loro si aggiunsero i londinesi Neil Fraser (chitarra), Mark Colwill (basso) e Al Macaulay (batteria).
Il gruppo pubblica nello stesso anno l'EP Unwired con l'etichetta indipendente This Way Up; segue l'anno seguente il primo l'album, Tindersticks, che viene accolto molto favorevolmente dalla critica per il suo amalgama di pop e di partiture orchestrali lontano dalle mode dell'epoca e per i richiami al songwriting di Leonard Cohen e Bryan Ferry. L'album è considerato tra i vertici del genere indie pop.
Nel 1995 viene pubblicato il secondo capitolo della loro discografia: Tindersticks II, album che vede la presenza di Terry Edwards dei Gallon Drunk e di Carla Torgerson dei Walkabouts. Tuttavia in questo disco il gruppo non riesce ad essere originale come all'esordio.
Nel 1996 realizzano la colonna sonora del film francese Nénette e Boni di Claire Denis.
Nel 1997 il terzo album Curtains vira verso un pop meno sperimentale. Nel 1999 è la volta di Simple Pleasure, disco che denota anche influenze soul e jazz. Fa seguito Can Our Love..., uscito nel maggio 2001 per la Beggars Banquet. Sempre nel 2001 viene prodotta un'altra colonna sonora, quella per il film Cannibal Love - Mangiata viva di Claire Denis.
Nel giugno 2003 esce il sesto album in studio (l'ottavo considerando le due colonne sonore): Waiting for the Moon, un disco prodotto con una formazione nuova dopo l'addio di alcuni componenti del gruppo. Nel 2005 Stuart Staples decide di cominciare a esibirsi e a produrre musica anche da solista.
The Hungry Saw, uscito nell'aprile 2008 e prodotto da Stuart Staples, è il risultato della ricomposizione di alcuni membri originali del gruppo.
Nel gennaio 2010 in Europa per la 4AD e nel febbraio seguente negli Stati Uniti per la Constellation Records esce Falling Down a Mountain. Il disco, registrato tra la Francia e il Belgio, vede la partecipazione di Mary Margaret O'Hara in un brano e ottiene un buon successo in Grecia.
Dopo l'uscita di una compilation nel 2011, nel febbraio 2012 viene pubblicato The Something Rain, in Regno Unito etichettato dalla Lucky Dog Recordings e nel resto d'Europa dalla City Slang.
Dopo la colonna sonora Les salauds (2013), nell'ottobre 2013 viene pubblicato Across Six Leap Years (Lucky Dog/City Slang). Questo disco, registrato presso gli Abbey Road Studios di Londra, consiste di dieci brani già editi riproposti in nuove versioni. Il titolo si riferisce al fatto che vi sono stati sei anni bisestili dal 1992 al 2012, ossia nel periodo in cui sono stati scritti i brani che compongono l'album.
Nel gennaio 2016 esce The Waiting Room.
Nel 2019 esce il loro dodicesimo album No Treasure But Hope.

## Formazione

### Formazione attuale
- Stuart Staples
- David Boulter
- Neil Fraser
- Dan McKinna
- Earl Harvin

### Ex componenti
- Dickon Hinchliffe
- Al Macaulay
- Mark Colwill
- Thomas Belhom
- David Kitt

## Discografia

### Album in studio
- 1993 - Tindersticks (This Way Up) — UK numero 56
- 1995 - Tindersticks II (This Way Up) — UK numero 13
- 1997 - Curtains (This Way Up) — UK numero 37
- 1999 - Simple Pleasure (Island Records) — UK numero 36
- 2001 - Can Our Love... (Beggars Banquet) — UK numero 47
- 2003 - Waiting for the Moon (Beggars Banquet) — UK numero 76
- 2008 - The Hungry Saw (Beggars Banquet/Constellation Records) — UK numero 81
- 2010 - Falling Down a Mountain (4AD/Constellation Records) — UK numero 90, FR numero 52[3][4]
- 2012 - The Something Rain (Lucky Dog/City Slang/Constellation)
- 2013 - Across Six Leap Years (Lucky Dog/City Slang/Constellation)
- 2016 - The Waiting Room (Lucky Dog/City Slang)
- 2019 - No Treasure But Hope (Lucky Dog/City Slang)
- 2021 - Distractions
- 2024 - Soft Tissue

### Altri album
Lista parziale.
- 1994 - Amsterdam February 94
- 1995 - The Bloomsbury Theatre 12.3.95
- 1996 - Nénette et Boni
- 1998 - Donkeys 92-97
- 2001 - Trouble Every Day
- 2004 - Working for the Man
- 2013 - Les salauds
- 2024 - Soft Tissue

## Colonne sonore
I Tindersticks hanno composto le musiche per diversi film della regista francese Claire Denis:
- Nénette e Boni (1996)
- Cannibal Love - Mangiata viva (Trouble Every Day) (2001)
- Vendredi Soir (2002)
- 35 rhums (2008)
- White Material (2009)
- Les Salauds (2013)
- High Life (2018)
- Incroci sentimentali (Avec amour et acharnement) (2022)
- Stars at Noon - Stelle a mezzogiorno (Stars at Noon) (2022)